# Laura Martínez Abelenda
Laura Martínez Abelenda (Madrid, 1 de diciembre de 1998) es una deportista española que compite en judo.
Ganó una medalla de bronce en el Campeonato Mundial de Judo de 2025 y una medalla de bronce en el Campeonato Europeo de Judo de 2023, ambas en la categoría de –48 kg.
Participó en los Juegos Olímpicos de París 2024, ocupando el quinto lugar en la categoría de –48 kg y el noveno en el equipo mixto.
Estudió Fisioterapia en la Universidad Alfonso X el Sabio.

## Palmarés internacional
| Campeonato Mundial | Campeonato Mundial    | Campeonato Mundial | Campeonato Mundial |
| Año                | Lugar                 | Medalla            | Categoría          |
| ------------------ | --------------------- | ------------------ | ------------------ |
| 2025               | Budapest (Hungría)    | Medalla de bronce  | –48 kg             |
| Campeonato Europeo |                       |                    |                    |
| Año                | Lugar                 | Medalla            | Categoría          |
| 2023               | Montpellier (Francia) | Medalla de bronce  | –48 kg             |